# رونيكا هودجز
رونيكا هودجز (بالإنجليزية: Roneeka Hodges)‏ مواليد 19 يوليو 1982 في نيو أورلينز، هي لاعبة كرة سلة أمريكية. بدأت مسيرتها الاحترافية في سنة 2005. تم اختيارها من قبل فريق هيوستن كومتز خلال الدرافت. تلعب مع فريق سان أنطونيو ستارز في دوري الاتحاد الوطني لكرة السلة النسائية كلاعب هجوم خلفي. يبلغ طولها 5 قدم 11 بوصة (1.8 م). حققت المركز الثاني في دورة الألعاب الأمريكية 2003.

## المسيرة الاحترافية
لعبت مع هيوستن كومتز في سنة 2005، ثم لعبت مع مينيسوتا لينكس في سنة 2009، ثم لعبت مع سان أنطونيو ستارز في سنة 2010، ثم لعبت مع إنديانا فيفر في سنة 2012، ثم لعبت مع تلسا شوك في سنة 2012، ثم لعبت مع أتلانتا دريم في سنة 2015، ثم لعبت مع سان أنطونيو ستارز في سنة 2017.

## الميداليات
| الميدالية | المسابقة                    |
| --------- | --------------------------- |
| فضية      | دورة الألعاب الأمريكية 2003 |

## روابط خارجية
- رونيكا هودجز على موقع الاتحاد الوطني لكرة السلة النسائية (الإنجليزية)
- رونيكا هودجز على موقع كرة السلة الأوروبية.كوم (الإنجليزية)
- رونيكا هودجز على موقع كلية كرة السلة في سبورتس رفرنس.كوم (الإنجليزية)
- رونيكا هودجز على موقع بروبوليرز (الإنجليزية)
- رونيكا هودجز على موقع سبورتس رفرنس (الإنجليزية)
- رونيكا هودجز على موقع سبورتس رفرنس (الإنجليزية)